# Gbomblora-Kpèna
Ne doit pas être confondu avec Gbomblora.
Gbomblora-Kpèna est une localité située dans le département de Gbomblora de la province du Poni dans la région Sud-Ouest au Burkina Faso.

## Santé et éducation
Le centre de soins le plus proche de Gbomblora-Kpèna est le centre de santé et de promotion sociale (CSPS) de Gbomblora tandis que le centre hospitalier régional (CHR) de la province se trouve à Gaoua.